# Leo Peukert
Leonhard „Leo“ Peukert (26 de agosto de 1885 - 6 de enero de 1944) fue un actor teatral y cinematográfico, además de director, de nacionalidad alemana. 

## Biografía
Nacido en Munich, Alemania, se inició como actor en 1904 en teatros de su ciudad natal, donde permaneció hasta 1908. En 1909 actuaba en el Lustspielhaus de Berlín, donde fue descubierto para el cine, empezando a actuar en producciones mudas en 1911. En sus inicios cinematográficos trabajó para los directores Urban Gad y Heinrich Bolten-Baeckers, y se hizo conocido por una serie de comedias que llevaban su nombre, Leo, en el título. Además de actuar, Peukert dirigió once filmes mudos. 
En total, a lo largo de su carrera actuó en alrededor de 160 producciones, tanto mudas como sonoras, y en la película Hotel Sacher también actuaba como cantante. En sus últimos años interpretó con frecuencia a personajes del medio rural, obteniendo notoriedad gracias a ellos. 
Leo Peukert falleció en Waldshut-Tiengen, Alemania, en 1944. Fue enterrado en el Cementerio Waldfriedhof de Múnich junto a su esposa, la también actriz Sabine Impekoven, con la que se había casado en 1914.

## Filmografía
| - 1911: Heißes Blut - 1912: Die arme Jenny - 1915: Kulissenzauber - 1924: Mein Leopold - 1927: Der fidele Bauer - 1927: Funkzauber - 1927: Zwei unterm Himmelszelt - 1928: Almenrausch und Edelweiß - 1928: Ein besserer Herr - 1928: Flucht aus der Hölle - 1928: Ich hatte einst ein schönes Vaterland - 1929: Der Herr vom Finanzamt - 1929: Die lustigen Vagabunden - 1929: Skandal in Baden-Baden - 1929: Der Sträfling aus Stambul - 1929: Fräulein Fähnrich - 1929: Hütet euch vor leichten Frauen - 1929: Madame Lu, die Frau für diskrete Beratung - 1930: Alimente - 1930: Die Csikosbaroneß - 1930: Drei Tage Mittelarrest - 1930: Der Sohn der weißen Berge - 1930: Wenn Du noch eine Heimat hast - 1930: Kohlhiesels Töchter - 1931: Moritz macht sein Glück - 1931: Meine Cousine aus Warschau - 1931: Die Mutter der Kompagnie - 1931: Stürmisch die Nacht - 1932: Die erste Instruktionsstunde - 1932: Hasenklein kann nichts dafür - 1932: Husarenliebe - 1932: Mein Freund, der Millionär - 1932: Spione im Savoy-Hotel - 1932: Das Testament des Cornelius Gulden - 1932: Drei von der Kavallerie - 1932: Der Diamant des Zaren - 1933: Das 13. Weltwunder - 1933: Die schönen Tage von Aranjuez - 1934: Eine Frau, die weiß, was sie will - 1934: Freut Euch des Lebens - 1934: Meine Frau, die Schützenkönigin - 1934: Zigeunerblut - 1934: Zu Straßburg auf der Schanz - 1934: So endete eine Liebe - 1934: Die vier Musketiere - 1935: Kampf um Kraft - 1935: Alles weg'n dem Hund - 1935: Hundert Tage - 1936: Das Hermännchen - 1936: Krach und Glück um Künnemann - 1936: Die Lokomotivenbraut - 1936: Horch, horch, die Lerch im Ätherblau - 1936: Befehl ist Befehl - 1937: Der Lachdoktor - 1937: Die Landstreicher - 1937: Die Umwege des schönen Karl - 1937: Brillanten - 1937: Gordian, der Tyrann | - 1937: Wie der Hase läuft - 1937: Die Erbschleicher - 1937: Heinz hustet - 1937: Heiratsinstitut Ida & Co - 1937: Kreutzersonate - 1937: Mein Sohn, der Herr Minister - 1938: Aber mein lieber Herr Neumann - 1938: Der Fall Deruga - 1938: Verwehte Spuren - 1938: Zwischen den Eltern - 1938: Die fromme Lüge - 1938: Ihr Leibhusar - 1939: Castelli in aria - 1939: Das Ekel - 1939: Hochzeitsreise zu dritt - 1939: Hotel Sacher - 1939: Meine Tante - deine Tante - 1939: Rheinische Brautfahrt - 1939: Sensationsprozess Casilla - 1939: Spaßvögel - 1939: Zentrale Rio - 1939: Ein hoffnungsloser Fall - 1939: Kitty und die Weltkonferenz - 1939: Hochzeit mit Hindernissen - 1940: Herzensfreud - Herzensleid - 1940: Kora Terry - 1940: Links der Isar - rechts der Spree - 1940: Dunia, La novia eterna (Der Postmeister), de Gustav Ucicky - 1940: Zwischen Hamburg und Haiti - 1940: Falschmünzer - 1940: Die keusche Geliebte - 1941: Frau Luna - 1941: Frauen sind doch bessere Diplomaten - 1941: Kopf hoch, Johannes! - 1941: Der Meineidbauer - 1941: Männerwirtschaft - 1941: Quax, der Bruchpilot - 1941: Der Weg ins Freie - 1941: Sonntagskinder - 1941: Dreimal Hochzeit - 1942: Diesel - 1942: Die Nacht in Venedig - 1942: Dr. Crippen an Bord - 1942: Die Sache mit Styx - 1942: Der Seniorchef - 1942: Die Erbin vom Rosenhof - 1943: Damals - 1943: Du gehörst zu mir - 1943: Das Ferienkind - 1943: Geliebter Schatz - 1943: Kohlhiesels Töchter - 1943: Ein Mann für meine Frau - 1943: Maske in Blau - 1943: Romanze in Moll - 1943: Tonelli - 1943: Die Wirtin zum Weißen Rößl - 1943: Gefährtin meines Sommers - 1943: Leichtes Blut - 1944: Ein schöner Tag |